# Tajr Dżubba
Tajr Dżubba (arab. طير جبة) – miejscowość w Syrii, w muhafazie Hama. W 2004 roku liczyła 1027 mieszkańców.